# 14572 Armando
14572 Armando este un asteroid din centura principală de asteroizi.

## Descriere
14572 Armando este un asteroid din centura principală de asteroizi. A fost descoperit pe 27 august 1998 la Stația Anderson Mesa în cadrul programului LONEOS. Asteroidul prezintă o orbită caracterizată de o semiaxă mare de 2,28 ua, o excentricitate de 0,11 și o înclinație de 7,6° în raport cu ecliptica.